# Стећци у Придворици
Некрополе са стећцима у Придворици представљају национални споменик Босне и Херцеговине и непокретно културно добро Републике Српске. Некрополе чувају чак 135 стећака смештених на две локације у селу Придворица, општина Гацко, Република Српска. Једна некропола са 111 стећака налази се у засеоку Шустери, код цркве Светог Лазара, док је друга некропола, која броји 24 стећака, смештена у засеоку Стоичић, на месту некадашњег манастира, где се данас налази џамија. У првој некрополи налазе се 92 сандука, 16 плоча и 3 слемењака, од којих су неки уграђени у зидове цркве, а неки искоришћени за нова гробна места, док друга некропола чува 23 сандука и 1 слемењак, од којих су неки уграђени у зидове и ограду џамије.
Поред стећака има гробова из 19. и са почетка 20. века, што говори о континуитету сахрањивања на овом месту. Најлепши приказ на једном од тих гробова јесте надгробни крст придворичког гуслара. У дубоком рељефу на крсту се види човек у народној ношњи, а испод њега гусле са козјом главом и гудалом.